# 1913 no Brasil
Esta é uma cronologia dos fatos acontecimentos de ano 1913 no Brasil.

## Incumbentes
- Presidente do Brasil - Hermes da Fonseca (15 de novembro de 1910 - 15 de novembro de 1914)

## Eventos
- Pacto de Ouro Fino, celebrado por Cincinato Braga, governador de São Paulo, e Júlio Brandão, governador de Minas Gerais. O pacto fixava a alternância de políticos de São Paulo e das Minas Gerais na presidência do país, a famosa política do café com leite.[1]

## Nascimentos
- 12 de janeiro: Rubem Braga, jornalista e escritor (m. 1990).
- 17 de janeiro: Walter Pinto, produtor e diretor de teatro de revista (m. 1994).

## Mortes
- 13 de janeiro: Raphael Augusto de Souza Campos, político (n. 1849).